# سيدني أندرسون
سيدني أندرسون (بالإنجليزية: Sydney Anderson)‏ هو محامي وسياسي أمريكي، ولد في 18 سبتمبر 1881 في الولايات المتحدة، وتوفي في 8 أكتوبر 1948 في نفس البلد. حزبياً، نشط في الحزب الجمهوري. وقد انتخب عضو مجلس النواب الأمريكي.